# ヴァル・ブレンビッラ
ヴァル・ブレンビッラ（伊: Val Brembilla）は、イタリア共和国ロンバルディア州ベルガモ県にある、人口約4,200人の基礎自治体（コムーネ）。
コムーネ統廃合 (it:Fusione di comuni italiani) により、ブレンビッラとジェローザが合併して2014年2月4日に発足した。

## 地理

### 位置・広がり

#### 隣接コムーネ
隣接するコムーネは以下の通り。
- ベルベンノ
- ブレッロ
- カピッツォーネ
- コルナ・イマーニャ
- フイピャーノ・ヴァッレ・イマーニャ
- サン・ジョヴァンニ・ビアンコ
- サン・ペッレグリーノ・テルメ
- サントモボーノ・テルメ
- セドリーナ
- タレッジョ
- ウビアーレ・クラネッツォ
- ゾーニョ

### 地震分類
イタリアの地震リスク階級 (it) では、3 に分類される
。

## 行政

### 分離集落
ヴァル・ブレンビッラには、以下の分離集落（フラツィオーネ）がある。
- Brembilla (sede comunale), Cà del Foglia, Camorone, Catremerio, Cavaglia, Cerro, Gerosa, Laxolo, Malentrata, Sant' Antonio Abbandonato